# Olaus Aurivillius
Olaus Christophori Aurivillius, född 1603 i Vendels församling, död 13 mars 1668 i Gävle församling, var en svensk präst och riksdagsman.

## Biografi
Aurivillius var son till Christopher Olsson, som var kronobefallningsman på Örbyhus slott. Han antog sitt släktnamn efter Örbyhus, det vill säga i en sorts översättning till latin, där han använt ordet auris för 'öra' och ordet villa för 'by'. Han blev 1622 student vid Uppsala universitet och promoverades 1632 till filosofie magister. Han  blev senare filosofie adjunkt och var 1629 den förste vice pastorn i Uppsala församling. Aurivillius blev 1636 kyrkoherde i Knutby församling och var respondent vid prästmötet 1639. Han var 1643 rektor i Uppsala och blev 20 januari 1646 kyrkoherde i Gävle församling samt kontraktsprost. Han var concionator vid prästmötet 1648. Aurivillius var riksdagsman vid riksdagen 1640, riksdagen 1647, riksdagen 1654 och riksdagen 1664. Aurivillius avled 1668 i Gävle.

### Familj
Aurivillius var gift med Barbara (Barbro) Cassiopaeus (1610–1679), som var dotter till kyrkoherden i Skepptuna församling Petrus Thomae Cassiopaeus och Cecilia Hwiit. Makarna Aurivillius fick barnen professorn Petrus Aurivillius, kyrkoherden Olof Aurivillius i Älvkarleby församling, professorn Erik Aurivillius i Uppsala, kyrkoherden Johan Aurivillius i Harmångers församling, prosten Christopher Aurivillius i Alfta församling, en dotter, som var gift med lektorn Petrus Magni Blix i Gävle, Cecilia Aurivillius, som var gift med lektorerna Andreas Stiernman i Gävle och Olof Schroderus, Barbara Aurivillius, Catharina Aurivillius som var gift med prosten Daniel Laurentii Helsingius i Leksands församling och Elisabeth Phragmenius som var gift med prosten Jonas Phragmenius den äldre i Delsbo församling.